# Angaur
Angaur (auch Ngeaur) ist eine zum südpazifischen Inselstaat Palau gehörende Insel. Die Insel gehört zum gleichnamigen palauischen Verwaltungsgebiet Angaur.
Die üppig bewachsene, dünn besiedelte und kaum 8 km² große Insel stellt das südliche Ende der Palauinseln dar. 2005 lebten auf Angaur etwa 320 Menschen, 2015 nur noch 119 Menschen, überwiegend im Hauptdorf Ngaramasch (früher Saipan Town) an der Westküste. Unmittelbar östlich von Ngaramasch liegt das zweite Dorf der Insel, Rois. Im Nordosten liegt das verlassene Dorf Gabayanga. Höchste Erhebung der 3,9 × 2 km großen Insel ist der 40 m hohe Ramuldo Hill.
Wichtigste Wirtschaftszweige sind die Landwirtschaft, die Fischerei, der Phosphatabbau und der Tourismus. Auf Angaur gilt neben Palauisch und Englisch auch Japanisch als Amtssprache.

## Geschichte

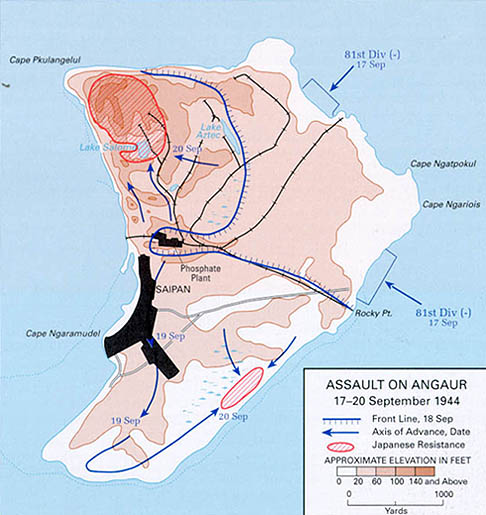
Karte der Schlacht von Angaur im September 1944

1899 wurde Angaur gemeinsam mit den übrigen Palauinseln zum Bestandteil der Kolonie Deutsch-Neuguinea. Zu Beginn des Ersten Weltkriegs wurde die Insel ohne Gegenwehr besetzt. Am 26. September 1914 traf der australische Kreuzer Sydney ein. Der Landungstrupp des Kreuzers beschlagnahmte lediglich die Funkausrüstung der deutschen Station. Dies geschah in so großer Eile, dass die Funkstation nach Abzug des Schiffes von den Inselbewohnern leidlich wiederhergestellt werden konnte. Endgültig besetzt wurde Angaur dann am 9. Oktober 1914 durch japanische Einheiten.
Im Zweiten Weltkrieg fand auf Angaur eine Schlacht zwischen US-amerikanischen und japanischen Truppen statt. Aus dieser Zeit stammt auch die über zwei Kilometer lange befestigte Start- und Landebahn im Osten der Insel.
Aus deutscher Zeit sind nur noch Reste einer zerstörten Phosphatförderanlage erhalten.

## Flora und Fauna
Seit dem 20. Jahrhundert wird die Insel von zahlreichen Javaneraffen (Macaca f. fascicularis) besiedelt. Über die Herkunft der Makaken wird debattiert. Sie sollen aber von einem einzigen Paar aus der deutschen Kolonialzeit stammen. Die Neozoen haben auf Angaur keine natürlichen Feinde und vermehren sich deshalb stark. Nachdem jahrelang die Ausrottung der Affen angestrebt wurde, wurde 2020 ein 100.000 Quadratmeter großes Schutzgebiet im Nordwesten der Insel eingerichtet, das auch für Besucher zugänglich ist.